# Jean-Christophe Tellier
Jean-Christophe Tellier, né le 11 décembre 1959, est un médecin français ayant fait carrière dans l'industrie pharmaceutique. Il est directeur général d'UCB Pharma depuis janvier 2015.

## Biographie

### Famille et études
Il naît le 11 décembre 1959 à Metz. Il suit son cursus secondaire à Reims puis y étudie la médecine, obtenant au terme de son parcours un diplôme de rhumatologie. Son père Bernard Tellier est lui-même médecin.

### Carrière
En 1990, il devient responsable des opérations hôpital et directeur marketing de Ciba France. La fusion entre Ciba et Sandoz donne lieu à la création en 1996 de Novartis, dont il devient successivement PDG de Novartis Pharma Belgique en 2003, puis PDG de Novartis Pharma France en 2007.
De 2008 à 2011, il travaille aux États-Unis chez Macrogenics puis chez Ipsen,. Il entre chez UCB Pharma en 2011, quittant ainsi la Californie où il résidait pour Braine-l'Alleud en Belgique. Il est nommé directeur  général d'UCB en janvier 2015,,.
En 2018, il est le patron le mieux payé des vingt entreprises composant l'indice de la Bourse belge, le BEL 20. Sous son égide, l'entreprise a développé plus de 7 nouveaux traitements, notamment dans l'ostéoporose et le psoriasis.